# Remigio Remedy
Remigio Fernando Remedy Castillo (Santiago de Chile, 9 de febrero de 1965) es un actor chileno de teatro, cine y televisión. 

## Carrera
Nació el 9 de febrero de 1965, en Santiago. Hijo de Silvia Castillo. Estudió la carrera de teatro en la Pontificia Universidad Católica de Chile (PUC), sin embargo no terminó la carrera. Ha participado en teleseries de Canal 13 y de TVN; debutó en el área dramática de TVN en la teleserie A la sombra del ángel en 1989. 
Actualmente realiza participaciones como actor invitado en teleseries y series del último tiempo. También ha incursionado en los formatos cómicos, como el show de comedia en vivo con su monólogo Hombre 100%. Se le conoce también su afición a los deportes, en especial a los de carácter extremo, como el ciclismo y el atletismo, además de haber ganado en la selección de taekwondo de los juegos Odesur y practicar el Jiu jitsu.

## Vida privada
Es pareja de la actriz y médica veterinaria Pamela Villalba, a quien conoció en el rodaje de Tic Tac en 1997.Ambos tienen dos hijos en común: Amaranta y Kai.Remigio tiene dos hijos de su relación anterior.

## Filmografía
| Año  | Título           | Papel   | Director              |
| ---- | ---------------- | ------- | --------------------- |
| 1990 | Caluga o menta   | Gustavo | Gonzalo Justiniano    |
| 2004 | Mujeres infieles | Pedro   | Rodrigo Ortúzar Lynch |
| 2005 | Límite           | ¿?      | Nicolás Jullian       |
| 2011 | 03:34            | Bombero | Juan Pablo Ternicier  |

## Teleseries
| Año  | Título                 | Papel                            | Ref.         |
| ---- | ---------------------- | -------------------------------- | ------------ |
| 1988 | Las dos caras del amor | Federico                         | 2 episodios  |
| 1989 | A la sombra del ángel  | Humberto Valle / Alejandro Valle |              |
| 1991 | Ellas por ellas        | Iván Pereira                     |              |
| 1992 | Trampas y caretas      | Álvaro Romero                    |              |
| 1992 | Fácil de amar          | Jorge Huerta                     |              |
| 1993 | Doble juego            | Diego Corral                     |              |
| 1995 | Estúpido cupido        | Sergio Torrealba                 |              |
| 1995 | Juegos de fuego        | Eduardo Foncea                   |              |
| 1996 | Sucupira               | Rodrigo Valdivieso               | [ 7 ]        |
| 1997 | Oro verde              | Mateo Silva                      |              |
| 1997 | Tic tac                | Gaspar García                    | [ 8 ]        |
| 1998 | Marparaíso             | Marcos Beltrán                   |              |
| 1999 | Cerro Alegre           | Rafael Méndez                    | [ 9 ]        |
| 2000 | Corazón Pirata         | Manuel Carrasco                  |              |
| 2001 | Piel Canela            | José Pedro Zárate                |              |
| 2002 | Buen Partido           | Carlos Guillén                   |              |
| 2003 | Machos                 | Raimundo Fernández               |              |
| 2004 | 17                     | Alex Marambio                    |              |
| 2005 | Brujas                 | Enrique Monardes                 |              |
| 2005 | Amor en tiempo récord  | Hernán Sotomayor                 |              |
| 2006 | Floribella             | Gonzalo Iglesias                 | 3 episodios  |
| 2006 | Disparejas             | Cristóbal Zurita                 | 3 episodios  |
| 2007 | Papi Ricky             | Adonis López                     |              |
| 2008 | Ana y los 7            | Johnny Lizana                    |              |
| 2009 | Conde Vrolok           | Darío Gutiérrez                  | [ 10 ]       |
| 2010 | La familia de al lado  | Ricardo Merino                   | 11 episodios |
| 2010 | 40 y tantos            | Rodrigo Cuesta                   | 4 episodios  |
| 2011 | Témpano                | Carlos Benavente                 | 24 episodios |
| 2011 | Maldita                | Jorge Riquelme                   |              |
| 2012 | Separados              | Alejandro Lamarca                | 20 episodios |
| 2013 | Mamá mechona           | Francisco Covarrubias            | 21 episodios |
| 2014 | Vuelve temprano        | Diego Manzur                     | 11 episodios |
| 2017 | La colombiana          | Vicente Lira                     |              |
| 2018 | Soltera otra vez 3     | Ángelo Bonelli                   | ¿? episodios |
| 2021 | Verdades ocultas       | Ricardo San Martín               | [ 14 ]       |

| Año  | Título                      | Papel                      | Ref.                          |
| ---- | --------------------------- | -------------------------- | ----------------------------- |
| 1990 | Crónica de un hombre santo  | Fernando Ochagavía (joven) |                               |
| 1993 | La patrulla del desierto    | Vicente Larrondo           |                               |
| 1994 | Fácil de amar, la comedia   | Jorge Castro               |                               |
| 1998 | Mi abuelo, mi nana y yo     | Caco Rojas                 | Episodio: Viuda por un día    |
| 2003 | Cuentos de mujeres          | Darío Méndez / Óscar       | 3 episodios                   |
| 2006 | Historias de Eva            | Norberto Gómez             |                               |
| 2011 | Bajo cero                   | Carlos Benavente           | 11 episodios                  |
| 2013 | Maldito corazón             | Alberto Norambuena         | Episodio: Crimen en Cartagena |
| 2017 | Lo que callamos las mujeres | Rodrigo Oporto             |                               |
| 2017 | Irreversible                | Freddy Márquez             | Episodio: Herencia maldita    |
| 2023 | Casado con hijos            | Dr. Bernales / Remigio     | 2 episodios                   |